# Iryna Charun
Iryna Charun, ukr. Ірина Харун (ur. 22 stycznia 1982) – ukraińska lekkoatletka, która specjalizowała się w rzucie oszczepem.
W roku 1999 zajęła w Bydgoszczy dziesiąte miejsce w mistrzostwach świata kadetów. Srebrna medalistka młodzieżowych mistrzostw Europy z 2003 roku. Rekord życiowy: 61,82 m (13 czerwca 2003, Sacramento).